# Ron Lyle
Ron Lyle (* 12. Februar 1941 in Dayton, Ohio; † 26. November 2011 in Denver, Colorado) war ein US-amerikanischer Schwergewichtsboxer.

## Leben
Ron Lyle war eines von 19 Kindern von William und Nellie Lyle. Anfang der 1960er-Jahre wurde er wegen Totschlags zu einer Freiheitsstrafe von 15 bis 25 Jahren verurteilt, von denen er jedoch nur siebeneinhalb Jahre im Staatsgefängnis von Colorado verbüßen musste. Er soll den 21-jährigen Douglas Byrd im Verlauf einer Bandenauseinandersetzung erschossen haben.
Erst im Alter von 30 Jahren wurde Lyle 1971 Profiboxer. Er wurde schnell berühmt aufgrund seiner großen Schlagkraft. So schlug er 1972 Buster Mathis Sr. kurzrundig k. o. 1973 verlor er aber gegen den Veteranen Jerry Quarry hoch nach Punkten. Im gleichen Jahr besiegte er Jürgen Blin durch K. o. in der dritten Runde und beendete damit dessen Karriere. Blin gab sich in Interviews sehr beeindruckt von der Schlagkraft Lyles, insbesondere im Vergleich zu Muhammad Ali.
Nach Punktsiegen gegen Óscar Bonavena und Jimmy Ellis unterlag er 1975 dem Konterboxer Jimmy Young. Dennoch erhielt er und nicht Young eine WM-Chance gegen Ali, dem er durch Technischen K. o. in der 11. Runde unterlag. Nach einem schweren rechten Cross von Ali taumelte er in die Seile und musste noch weitere Treffer einstecken. Da er nicht mehr in der Lage schien, sich zu verteidigen, brach der Ringrichter den Kampf ab. Lyle hatte zu diesem Zeitpunkt auf allen drei Punktzetteln geführt. Nach dem Kampf äußerten Lyle und sein Team ihren Unmut über diese Entscheidung, da Lyle nicht niedergeschlagen wurde und der Kampf nach ihrer Auffassung zu früh abgebrochen worden sei.
Nach einem K.-o.-Sieg gegen Earnie Shavers traf er auf George Foreman, der seit dem Verlust des Schwergewichtstitels an Ali eineinhalb Jahre inaktiv gewesen war. Lyle ging in der 5. Runde schwer k. o., nachdem er Foreman zweimal am Boden gehabt hatte. Das Ring Magazine kürte diese Auseinandersetzung zum Kampf des Jahres. Der Kampf wurde auch deshalb zur Legende, weil er als eines der wenigen Aufeinandertreffen derartig extrem schlagstarker Boxer gilt, in dem es tatsächlich zu dem im Vorfeld oft erwarteten offenen Schlagabtausch kam, wohingegen die meisten solcher Kämpfe oft von übergroßer Vorsicht beider Kämpfer gekennzeichnet sind, bis hin zum Waffenstillstand.
1976 verlor er ein weiteres Mal gegen Jimmy Young und trotz eines Siegs gegen Joe Bugner begann sein Abstieg, so dass er 1980 nach einem Erstrunden-K.-o. durch den ungeschlagenen Gerry Cooney seine Karriere beendete. 1995 absolvierte er im Alter von 54 Jahren noch vier weitere Kämpfe gegen unbekannte Gegner, die er kurzrundig durch K. o. besiegen konnte.
Er arbeitete zuletzt als Trainer.